# 미키 스미스
미키 스미스(Mickey Smith)는 영국의 텔레비전 공상과학 드라마 《닥터 후》의 등장인물로, 노엘 클라크가 연기했다. 이 캐릭터는 닥터라고 알려진 한 외계 종족 타임 로드의 아홉 번째와 열 번째 생애의 여행 동반자가 되는 런던의 가게 여종업원 로즈 타일러(빌리 파이퍼)의 평범한 노동층 남자친구로 소개된다. 미키는 2005년 부활 시리즈의 첫 에피소드인 "Rose"에서 처음으로 등장한다. 처음엔 위험한데도 몸부림치는 그이지만, 닥터와 로즈에게 지구에 있는 협력자로 활약한다. 두번째 시리즈에서 그는 닥터의 두번째 동행자로 짝에 합류한다. 다만 2006년 시리즈 도중에 자신만의 모험을 좇아 떠난다. 그는 같은 해 시리즈의 마지막 에피소드에서 닥터와 로즈를 돕기 위해 돌아오고, 그런 다음엔 2008년 시리즈의 마지막 에피소드 "Journey's End"에서 귀환한 것과 더불어 2010년에는 10대 닥터의 송별 에피소드 〈The End of Time〉에서도 역시 짤막하게 귀환한다.
총괄 프로듀서였던 러셀 T 데이비스는 로즈에게 가정 배경을 부여하기 위해서 로즈의 엄마 재키(카밀 코두리)와 함께 미키 스미스를 만들어냈다. 캐릭터의 모호한 성격적 특징은 명확하게 만들어졌는데, 데이비스와 클라크 모두 캐릭터가 "자기 여자친구를 잃어도 싼 성격"이라고 가정했다. 클라크는 자신의 캐릭터가 처음에는 "바보"같다는 기분이 들었지만, 이후 자신의 등장에서 미키를 좀 더 영웅적인 캐릭터로 성숙할 기회를 즐겼다. 텔레비전 평론가들은 일반적으로 캐릭터의 성장에 긍정적으로 반응했다. 2007년 연예 및 미디어 뉴스 웹사이트인 디지털 스파이는 미키 스미스를 '추종받는 스파이 우상'이라고 강조했다.

## 등장

### 텔레비전
미키 스미스는 2005년 시리즈의 첫 에피소드 "Rose"에서 처음으로 소개된다. 미키의 여자친구 로즈(빌리 파이퍼)가 닥터 (크리스토퍼 에클스턴)라고 불리는 알 수 없는 외계인을 자세히 조사하기 시작한 즈음, 미키는 외계 종족인 네스틴 컨셔스니스에게 납치되고 그로 인해 그의 살아있는 플라스틱 복제본 ('오톤')이 만들어진다. 외계 생명체가 존재한다는 뜻밖의 사실에 겁이 난 미키는 로즈만을 자신의 시공간 여행 동반자로 청한 닥터에게 별로 좋지 않은 인상을 남긴다. 로즈가 닥터와 함께 자취를 감춘 뒤, 1년이 흐르는 사이 미키는 로즈의 실종에 대한 유력 용의자가 되고 그 결과로 괴로워하게 된다. 하지만 그는 외계 범죄 일가족인 슬리딘을 물리치는 데 둘을 도와준다. 그는 슬리딘을 죽이기 위해 자신의 컴퓨터 해킹술을 이용해서 군용 하푼 미사일 한 대를 강탈하고, 다우닝 가 10번지로 목표물을 설정한 뒤 발사한다. 그런 다음 미키는 타디스에 타서 자신과 로즈와 함께하라는 닥터의 초대를 거절한다. "Father's Day"에서 로즈가 자기의 어린 시절을 바꾸려 할 때 아주 어린 미키 (캐세이 다이어)가 잠시 등장한다. 미키는 나중에 "Boom Town"에서 닥터와 로즈, 그리고 새로운 동행자인 잭 하크니스 (존 바로우만)을 카디프에서 우연히 만나고, 그들과 함께 슬리딘의 음모를 저지하는 것을 돕는다. 시리즈의 마지막 에피소드인 "The Parting of the Ways"에서 로즈가 파월 지구에 있는 집에서 오도가도 못하게 되자, 미키는 타디스의 콘솔을 들어내기 위해 견인 트럭을 이용하고, 그를 통해 로즈는 시간 소용돌이를 흡수할 수 있게 되어 증오를 품은 돌연변이 외계 종족인 달렉들의 침공으로부터 전 우주를 구해낸다.
"School Reunion"에서 지구에서 외계인의 활동일 수도 있는 한 사건을 조사하던 미키는 루카스 핀치 교장 (앤서니 헤드)이 부임한 한 학교에서 벌어지는 이상한 일들을 닥터와 로즈에게 알린다. 닥터의 옛 동행자인 탐사보도기자 사라 제인 스미스 (엘리자베스 슬레이든)과 로봇 개 K-9을 만났을 때 미키는 K-9이 사라 제인에게 "깡통 개"인 것과 같이 자신도 로즈에겐 "깡통 개"라며 스스로를 부정적으로 바라보기 시작한다. 에피소드 끝에서 닥터는 마침내 미키를 동행자로 태워 데려간다. 그는 그 다음에 "The Girl in the Fireplace"와 두 파트로 나뉘어 사악하고 감정이 없는 사이버맨이 막 발명된 평행 세계에서 세 일행이 끝을 맺는다는 내용인 "Rise of the Cybermen"/"The Age of Steel", 이 세 에피소드에서 등장한다. 여기서 미키는 설교자들이라 불리는 인간 항거집단의 리더이자 자신의 평행우주판 도플갱어인 '미키 스미스'로 오해받는다. 리키의 죽음에 이어 이야기의 결말에서 미키는 자기 우주에서는 돌아가신 할머니의 평행세계판 할머니를 돌봐드리고 사이버맨들과 싸우기 위해 평행세계에 잔류하기로 결심한다. 하지만 미키는 최종화인 "Army of Ghosts"와 "Doomsday"에서 놀라운 등장을 하는데, 그와 동료 설교자 제이크 시몬즈 (앤드류 헤이든스미스)가 사이버맨들이 한 것처럼 보이드를 통해 우리 세계로 건너올 수 있게 된 것이었다. 거기서 그들은 닥터가 달렉과 사이버맨의 동시 침공을 격퇴하는 것을 돕는다. 에피소드 끝에서 미키는 평행세계로 되돌아가지만, 이번엔 로즈도 함께 그곳에 갇혀버린다.
미키는 시리즈 4의 최종화인 "Journey's End" (2008)에서 미키와 함께 다시 귀환한다. 다른 여러 정기 등장인물들과 함께 닥터가 달렉들의 창조주인 다브로스 (줄리안 블리치)를 격퇴하는 것을 돕는다. 미키와 재키는 한 달렉의 공격으로부터 사라 제인을 구하고, 그런 다음 셋은 달렉의 본거지인 '크루서블' 우주선으로 붙잡혀 가기 위해 다른 달렉들에게 항복한다. 그곳에서 그들은 캡틴 잭과 힘을 모은다. 닥터의 동행자인 도나 노블 (캐서린 테이트)가 다브로스를 물리친 뒤, 미키는 타디스를 조종하는 여러 전 동행자들 중 한 명이 된다. 에피소드의 결말에서 미키는 평행우주로 돌아가길 거절하는데, 로즈와 헤어졌고 '평행우주판' 할머니도 돌아가셔서 되돌아갈 이유가 전혀 없기 때문이었다. 타디스를 떠난 그는 잭과 닥터의 전 동행자이자 UNIT 대원인 마사 존스 (프리마 아기에먼)의 뒤를 따라간다. 그 다음 미키는 10대 닥터의 마지막 에피소드인 <The End of Time> (2010)에서 잠시 등장하는데, 죽어가는 닥터가 자신의 모든 동행자들을 방문하고 이젠 서로 결혼한 '프리랜서 외계인 사냥꾼'인 미키와 마사를 손타란 저격수로부터 구해준다.